# كارلوس إدواردو روبليدو بوش
كارلوس إدواردو روبليدو بوش (بالإسبانية: Carlos Eduardo Carbayeda Puch)؛ (بوينس آيرس، الأرجنتين، 19 يناير 1952)؛ هو قاتل متسلسل أرجنتيني، وأحد أخطر المجرمين في تاريخ البلاد. يُعرّف بالملاك الأسود أو ملاك الموت من قِبل الصحافة، مع 20 سنة فقط حُكِمَ عليه بالسجن مدى الحياة لإدانتهِ بإرتكاب أحد عشر جريمة قتل و الشروع في قتل واحد و سبعة عشر عملية سطو و الإغتصاب، و محاولة الإغتصاب، سوء المعاملة غير الشريفة، خطف و سرقة، إذ يقضي السجن الفعلي مُنذ عام 1972.

## حياته
في عام 1956، عندما كان كارلوس يبلغ من العمر 4 سنوات، اتنقل والديه العائلة إلى شارع بورخيس، أوليفوس، بوينس آيرس، حيث استأجروا شقة في الطابق الأول فوق متجر لاجهزة الكمبيوتر. نشأكارلوس في عائلة من الطبقة العاملة وكان طفلًا خجولًا.

## نشاط اجرامي
في 15 مارس 1971، سرق روبليدو بوش وشريكه، خورخي أنطونيو إيبانيز، المرقص إينامور، وسرقوا 350,000 بيزو. قبل الفرار، قتل كارلوس، باستخدام مسدس روبي، صاحب المرقص والحارس الليلي أثناء نومهم.
في 9 أيار / مايو 1971، في الساعة الرابعة صباحًا، اقتحم روبليدو بوش وإيبانيز متجراً لبيع قطع غيار مرسيدس بنز في فيسنتي لوبيز. في إحدى الغرف، وجدوا زوجين مع طفلهما الوليد. قام روبليدو بوش بإطلاق النار على الرجل وقتله وأطلق النار على المرأة التي أصيبت بطلقات نارية. حاول إيبانيز اغتصاب المرأة المصابة. نجت المرأة من هذه المحنة وشهدت في وقت لاحق في المحاكمة. قبل أن يهرب مع 400000 بيزو، أطلق كارلوس النار على سرير المولود الجديد حيث كان يبكي، لكنه لم يصبه.
في 24 مايو 1971، قتل كلا المجرمين حارس ليلي في سوبر ماركت.
في 13 يونيو 1971، اغتصب إيبانيز فتاة تبلغ من العمر 16 عامًا في المقعد الخلفي لسيارة مسروقة، وبعد ذلك قتل روبليدو بوش مراهقا بإطلاق النار عليها 5 مرات. في 24 يونيو 1971، توجهوا إلى نفس المكان وكرّروا الجريمة - حاولت إيبانيز اغتصاب امرأة تبلغ من العمر 23 عامًا، أعدمها كارلوس بعد ذلك بإطلاق النار عليها سبع مرات.
في 5 أغسطس 1971، توفي إيبانيز في حادث سيارة عندما كان روبليدو بوش يقود سيارته لكنه هرب من مكان الحادث سالماً.
في 15 نوفمبر 1971، اقتحم روبيلدو بوش وشريكه الجديد، هيكتور سوموزا، سوبر ماركت في بولوني سور مير، وباستخدام مسدس أسترا عيار 32 مم الذي حصلوا عليه قبل أيام قليلة في سرقة أحد الأسلحة، قاموا بإطلاق نار كثيف.
بين 17 نوفمبر 1971 و24 نوفمبر 1971، اقتحموا اثنين من وكلاء السيارات وقتلوا الحراس، وسرقة أكثر من 1,000,000 بيزو.

## اعتقال
في 1 فبراير 1972، اقتحم روبليدو بوش وسوموزا متجر الأجهزة. لقد قتلوا الحارس وحاولوا فتح الخزنة بالمفاتيح التي حصلوا عليها من جثته. لم يستطيعوا فعل ذلك، ويُزعم أنه في حالة من الفوضى التي بدا خلالها روبليدو بوش الذهول، أطلق النار على سوموزا وقتلته. قام بإشعال النار وحرق وجه شريكه المتوفى من أجل إعاقة أو منع التعرف على هوية الجثة من قبل محققي الشرطة. بعد فتح الخزنة بموقد اللحام، أخذ الأموال التي وجدها هناك وهرب من مكان الحادث. قُبض عليه في 4 فبراير 1972، بعد العثور على بطاقة هويته في جيب سروال سوموزا. كان قد بلغ للتو العشرين.

## المحاكمة، الاستبعاد، واليوم الحاضر
حوكم في عام 1980 وحُكم عليه بالسجن مدى الحياة، وهو الحد الأقصى للعقوبة في الأرجنتين، يقضي عقوبته في سجن سيشيكا شديد الحراسة، بالقرب من مدينة أولافاريا. وكانت آخر الكلمات التي تحدث أمام المحكمة «كانت هذا سيركًا رومانيًا. لقد حُوكمت وحُكم علي مسبقًا».
جزء من محتويات ملف الطبيب النفسي الذي فحصه، قدم في المحاكمة، كان كما يلي:«روبل بوش يأتي من زواج شرعي وكامل، غائبًا عن ظروف صحية وأخلاقية غير مواتية.»، «لم تكن هناك أي قيود اقتصادية مهمة، أو انعكاس للثروة، أو التخلي عن المنزل، أو قلة العمل، أو سوء الحظ الشخصي، أو المرض، أو النزاعات العاطفية، أو الاكتظاظ، أو الاختلاس.».
في يوليو 2000 أصبح مؤهلاً للإفراج المشروط؛ لم يقدم، مع ذلك، التماساً.
في 27 مايو 2008، قدم بوش التماسًا لطلب الإفراج المشروط. رفض القاضي الذي راجع التماسه للإفراج المشروط، واعتبره لا يزال يمثل تهديدًا للمجتمع.
في نوفمبر / تشرين الثاني 2013، طلب مراجعة الحكم الصادر ضده أو أن يُعدم بحقنة مميتة، إذا لم تتم المراجعة، على الرغم أن عقوبة الإعدام لم تكن قانونية في الأرجنتين. رفضت محكمة العدل العليا كل من طلب المراجعة وطلب الإعدام.
في 27 مارس 2015، رفضت محكمة العدل العليا الاستئناف الذي تقدم به بوش ضد القرار القضائي المذكور أعلاه والذي حرمه من الإفراج المشروط.
اعتبارًا من عام 2019، أمضى بوش أكثر من 45 عامًا في السجن، مما جعله السجين الأطول مدة في الأرجنتين.
في عام 2018 تم إصدار فيلم عن مقتبس من قصة روبليدو بوش بعنوان El Angel، من إخراج لويس أورتيغا وبطولة لورنزو فيرو.